# Pedicularis muguensis
Pedicularis muguensis är en snyltrotsväxtart som beskrevs av T. Yamazaki. Pedicularis muguensis ingår i släktet spiror, och familjen snyltrotsväxter. Inga underarter finns listade i Catalogue of Life.